# José Alejandro y Álvarez

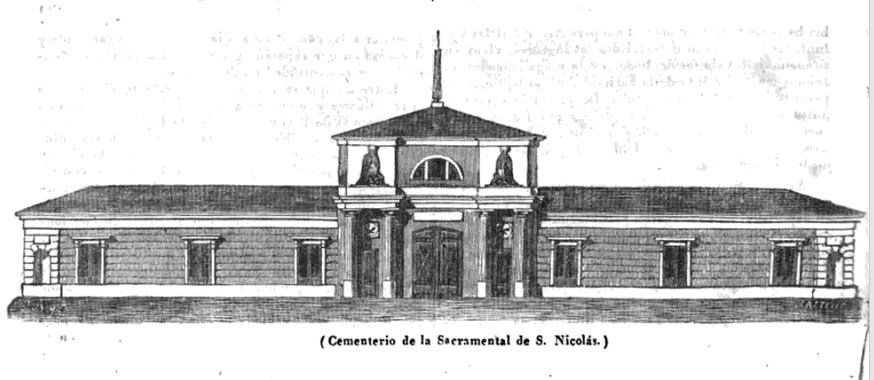
Fachada del cementerio de la Sacramental de San Nicolás según ilustración del Semanario Pintoresco Español, octubre de 1839.

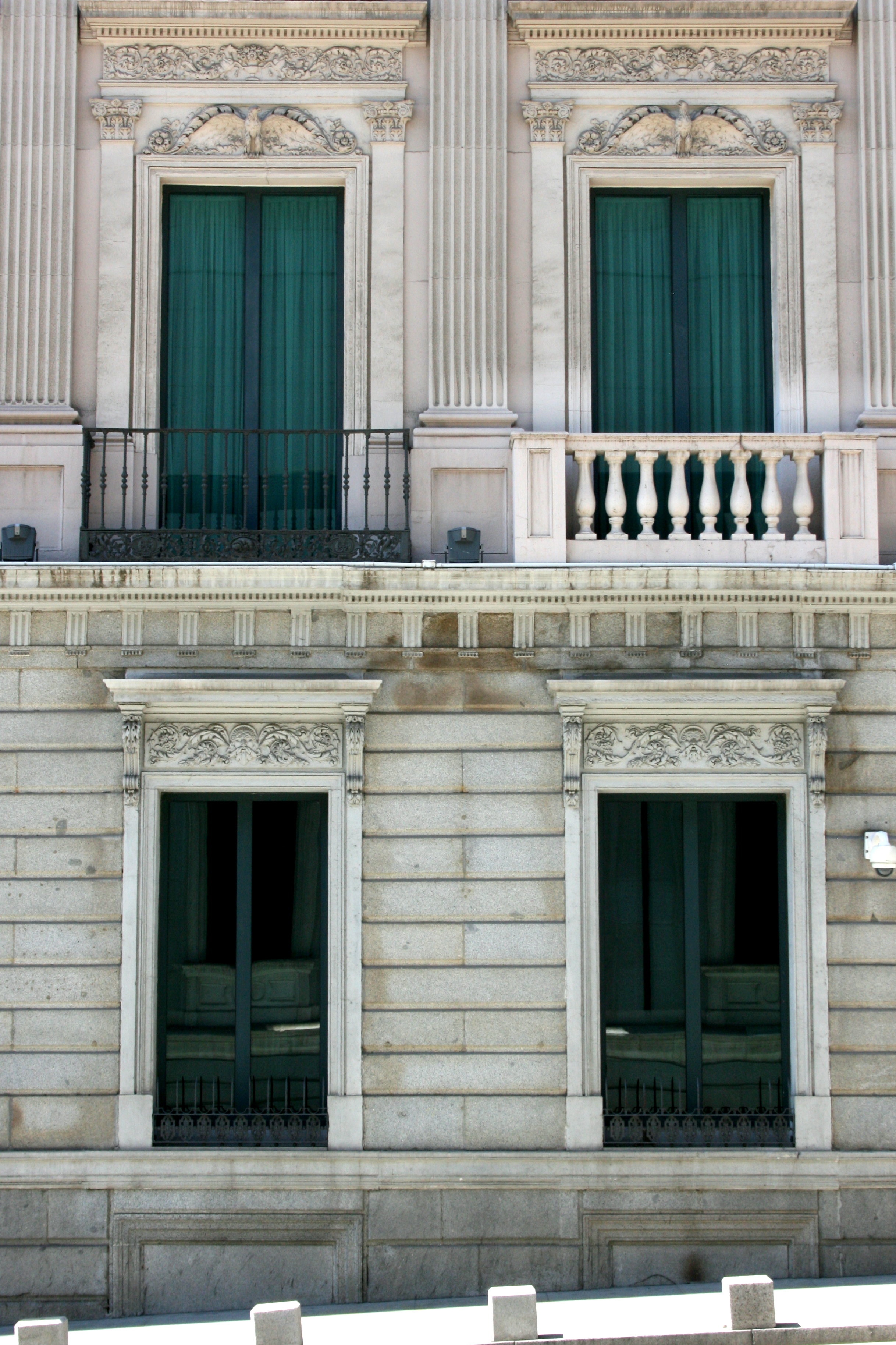
Casa-palacio de Francisco de las Rivas, Carrera de San Jerónimo, n.º 40. Madrid

José Alejandro y Álvarez de Sorribas (Madrid, 11 de noviembre de 1813 – Madrid, 20 de abril de 1850) fue un arquitecto español.

## Biografía
Era hijo de Cipriano Alejandro, tesorero de la Sacramental de San Pedro y San Andrés, y de Manuela Álvarez de Sorribas, hermana del arquitecto Manuel Álvarez de Sorribas. Formado en el taller de Custodio Teodoro Moreno, arquitecto de formación neoclásica que tuvo a su cargo la construcción del Teatro Real de Madrid, recibió el título de maestro arquitecto por la Real Academia de Bellas Artes de San Fernando en abril de 1838.
A pesar de la brevedad de su carrera profesional, José Alejandro y Álvarez llegó a ser uno de los más representativos arquitectos del Madrid isabelino, cimentando su fama en el proyecto de ampliación y reforma del cementerio de la Sacramental de San Nicolás, demolido en 1912. La utilización del orden de Paestum en las columnas pareadas de su fachada dotaba al edificio reformado de un aspecto singular y el arquitecto fue inmediatamente reclamado por otras cofradías sacramentales para la creación o ampliación de sus respectivos camposantos. El mismo año 1839 la Sacramental de Santa María y del Hospital General le encomendó los planos de su propia necrópolis en el cerro de San Dámaso, aunque por dificultades económicas su monumental proyecto resultó drásticamente simplificado.
Se ha conservado mejor —y con mayor fidelidad al proyecto original— el patio de San Isidro en el cementerio de la Sacramental de San Isidro, proyectado en 1842 y concluido en 1849. La planta rectangular, propia de la tipología claustral, como la más apropiada a la función funeraria, se ve ligeramente alterada por los pórticos tetrástilos leventemente salientes de los lados norte y sur. De un modo muy personal, Alejandro y Álvarez utilizó en ellos un orden dórico de gruesos fustes que arrancan directamente del suelo y prescindió del friso para lograr un efecto de severa pesadez y quietud. Atravesando los pórticos se accede a sendas rotondas con pilastras y capiteles de orden compuesto cubiertas por cúpulas con casetones y lucernarios, flanqueadas a derecha e izquierda por dos galerías cubiertas con bóvedas de cañón rebajado. El conjunto debía completarse con elementos de decoración escultórica cuyos diseños presentó el arquitecto en 1845, actualmente perdidos o gravemente dañados.
Elementos de un clasicismo italianizante, como el almohadillado de las plantas bajas y las pilastras corintias enmarcando los vanos de las plantas noble y segunda, se encuentran también en la decoración de las fachadas de las casas de dos caracterizados miembros de la ascendente burguesía financiera, ambas proyectadas por Alejandro y Álvarez en 1846: la de Francisco de las Rivas y Ubieta en la Carrera de San Jerónimo n.º 40, frente al Congreso de los Diputados (muy transformada y ocupada actualmente por oficinas del propio Congreso), y la de Bartolomé de Santamarca en la calle de Alcalá, números 70, 72 y 72 duplicado, demolida en 1927 para ampliar la sede central del Banco de España.